# جارد براون
جارد براون (بالإنجليزية: Jared Brown)‏ هو لاعب كرة قدم أمريكية أمريكي، ولد في 27 أبريل 1973.

## وصلات خارجية
- جارد براون على موقع JustSportsStats.com (الإنجليزية)
- جارد براون على موقع كلية كرة القدم في سبورتس رفرنس.كوم (الإنجليزية)